# Dynatek
Dynatek war ein polnisches Radsportteam.
Das Team besaß unter dem Namen Knauf seit 2005 eine Lizenz als Continental Team und nahm hauptsächlich an Rennen der UCI Europe Tour teil. Seit 2007 hieß die Mannschaft Dynatek.
Manager war Andrzej Domin, der von Norbert Maj als Sportlicher Leiter unterstützt wurde.

## Saison 2007

### Erfolge in der UCI Europe Tour
Bei den Rennen der UCI Europe Tour im Jahr 2007 gelangen dem Team nachstehende Erfolge.
| Datum     | Rennen                         | Sieger       |
| --------- | ------------------------------ | ------------ |
| 5. Juni   | Prolog Bałtyk-Karkonosze Tour  | Marcin Gębka |
| 4. August | 3. Etappe Malopolska-Rundfahrt | Dawid Krupa  |

### Team 2007
| Name                 | Geburtstag       | Nationalität | Team 2008            |
| -------------------- | ---------------- | ------------ | -------------------- |
| Piotr Barczyk        | 13. Januar 1982  | Polen        |                      |
| Artur Detko          | 18. Februar 1983 | Polen        | DHL-Author           |
| Marcin Gębka         | 8. April 1974    | Polen        | Mróz Action Uniqa    |
| Dawid Krupa          | 12. Juni 1980    | Polen        |                      |
| Tomasz Krupinski     | 22. März 1987    | Polen        |                      |
| Krzysztof Krzywy     | 5. Mai 1978      | Polen        | Kalev Sport          |
| Wojciech Pawlak      | 31. Oktober 1969 | Polen        | Mróz Action Uniqa    |
| Wojciech Podobinski  | 3. November 1986 | Polen        |                      |
| Artur Przydział      | 7. Juli 1983     | Polen        | Passage Cycling Team |
| Piotr Przydział      | 15. Mai 1974     | Polen        | Passage Cycling Team |
| Bartlomiej Strzelski | 13. August 1982  | Polen        |                      |